# Silicularia
Silicularia es un género de fanerógamas perteneciente a la familia Brassicaceae. Comprende dos especies. 
Está considerado un sinónimo del género Heliophila Burm. f. ex L.

## Especies seleccionadas
| - Silicularia polygaloides - Silicularia sigillata |